# 青年期
青年期（せいねんき、Adolescence）は、人生における『こども』と『おとな』の境界線を、微視的に拡大・表現した言葉。青年期は、社会・文化的・歴史的カテゴリーである。
当然、個体差・世代差・年代差が存在し、主観に左右される概念であるため、定義づけが難しい。そのため、ここではその一部を表記する。

## 概要
エリク・H・エリクソンの発達段階論によればおよそ13歳から20歳頃あたりまでの時期にあたる。性的成熟にともなう急激な身体的変化が現れ、心理的には内省的傾向、自我意識の高まりがみられる時期。不安・いらだち・反抗など精神の動揺が著しい。思春期と呼ばれる前半では身体的・性的に成熟し、後半では、自我意識・社会的意識が発達する 。
ルソーはこれを「第二の誕生」と呼び、ホールは「疾風怒濤の時代」、レヴィンは「境界人」（マージナル・マン）と呼んだ（この用語は文化人類学において民族境界に生きる人々を指すケースがあり、社会学の領域でも散見されるため、使用には配慮を要す）。

## 研究史
ホールが著書『青年期一その心理、および生理学・人類学・社会学・性・犯罪・宗教・教育との関係一』（1904） において、はじめて青年期を心理学的に研究した。

## 文化
『未だ成熟していない（未熟）』が、肉体的にも精神的にも活動的であるという青年の特性が生む文化を、青年文化、若者文化と称する。
概ね、近視眼・短慮・刹那・無責任、などと上の世代に評される が、彼らもかつては青年期であった事は間違いない。

### アルコールや違法薬物の使用
米国においては、青年期における違法薬物の使用が増加している。アルコール以外に加えて、大麻は最も青年期に乱用されがちである。米国国立薬物乱用研究所（NIDA）は、2007-2011年の間の大麻使用率は、8学年では5.7%から7.2%、10学年では14.2%から17.6%、12学年では18.8%から22.6%まで増加しているという。加えてMDMAが増加傾向にあり、2010-2011年の間に高校上級生において、1.4から2.3%に増加した 。
青年期における薬物乱用の増加には、処方薬の入手のしやすさが背景にある。 これには注意欠陥・多動性障害（ADHD）の診断数の増加、バイコディンやアデラールの娯楽使用があり、高校上級生の15.2%は、前年に処方薬乱用の経験があると申告している。
10代のアルコール使用は、現在では常に低いものであった。調査では、前月に少なくとも1回飲酒したと申告したのは、8学年では4.4％、10学年では13.7％、12学年では25％であった。さらに加えて、タバコは米国の中高生の間ではもはや一般的ではなくなっている。現在のデータでは、10代の青年はタバコよりもマリファナを喫煙していると示されており、最近の調査ではマリファナが15.2％、タバコが11.7％であった。